# 林心如
林心如（1976年1月27日—），臺灣女演員、歌手、執行製作人、出品人。
1993年，以兼職模特兒開始演藝生涯。1998年，以電視劇《還珠格格》的「紫薇」而廣為人知。2001年，她與趙薇、古巨基共同演出《情深深雨濛濛》。2009年，她成立林心如工作室，開始從事劇集製作。
2010年，於《美人心計》演出，獲選為首尔国际电视节人氣最高的華人演員。2011年，演出電影《非常完美》，獲頒第5屆華鼎獎电影最佳女配角獎獎項。2015年，她參與演出的長篇電視劇集《16個夏天》，獲取第50屆金鐘獎最佳戲劇節目獎。2024年，她製作的長篇電視劇集《有生之年》，再次獲取第59屆金鐘獎最佳戲劇節目獎。

## 早年
林心如出生於新北市五股區一個小康之家。爸爸是生意人，從事投資業，媽媽是家庭主婦。林心如在家排行老大，有兩個弟弟。自幼父母离异，小学时为父母做起“红娘”，撮合两人在分开十多年后又重新和好。
林心如國中就讀台北市大同區的靜修女中，高中就讀臺北市私立中興高級中學。

## 职业生涯
高二那年，林心如被星探發現成為廣告模特兒，但遭父母反对。为了让林心如接拍第一支广告，经纪人吴翊凤（Amy）和她联合编造谎言向学校请假，理由是奶奶病逝，请校方批准“丧假”一天。林心如同班的女生见她没来上课，给林家致电慰问，导致事情穿帮。拍完广告回家，林心如当即被母亲赏了一巴掌后经Amy多次劝导，林妈妈才同意女儿入演艺圈发展。
1993年，拍攝以蘇有朋歌曲《等到那一天》為廣告歌曲的茶品飲料電視廣告。1994年，与郭富城合拍另一家茶品广告。高三畢業前後，拍攝電影《校園敢死隊》。高中畢業後的1995年，參演超視第一部連續劇《台灣重案錄》。一度安排好出國讀書的她，於1996年1月27日，20歲生日那天，與瓊瑤的公司簽約，放棄出國念書的計畫，正式进入影剧圈。1998年，林心如以電視劇《還珠格格》中的紫薇格格走红。
2000年2月4日，登上央視春節聯歡晚會，與崔永元搭檔演唱歌曲《溜溜的她》。2001年，和張衛健合作演出《鹿鼎記》。2003年之後，主演的電視劇《男才女貌》收視率僅次于《新聞聯播》，創下時裝偶像劇收視先河，之後參演了《半生緣》、《大祠堂》、《飛刀又見飛刀》和《地下鐵》等劇。2004年11月，赴美國紐約電影學院修習表演課程三個月。
2009年，林心如成立林心如工作室，籌備投資多部影視劇，擔任制片人。2010年，参演的《新三国》和《美人心计》播出。2011年9月30日，第一部親自制作及主演的電視劇《傾世皇妃》首播，在中國十一國慶長假期間最高收視率達1.94%，收視率份額接近10，創下國慶檔期最好成績；優酷播放量8天過億、17天過3億，為當時優酷播放指數史上最高。2012年，自製自演的首部電視電影《遺忘》入圍第47屆金鐘獎的迷你劇集類最佳導演、迷你劇集類最佳燈光、迷你劇集類最佳男主角三個獎項。
2015年，她返臺製作的電視劇《16個夏天》，獲第50屆金鐘獎最佳獲戲劇節目獎、戲劇節目導演獎、戲劇節目女配角獎三項大獎。2016年2月7日，林心如時隔16年再次登上央視春晚舞台，與梁詠琪、劉濤共同表演《山水中國美》。

### 慈善公益
成名后，林心如投身慈善活动，自1999年起，在921地震及汶川大地震等自然灾害发生后捐款、义演以及前往灾区探访。  2008年林心如將20萬元善款捐贈給“博愛小學工程”。2011年4月，林心如獲第八屆中國慈善排行榜年度慈善明星稱號。

## 個人生活

### 感情生活
林心如與林志穎相識於拍攝《學校霸王》相恋。 林心如代班主持《康熙來了》时，林志穎提及當年是因彼此長年拍戲產生距離而分手。
自2002年開始，林心如數度被拍到跟唐季禮約會。2008年兩人傳出分手，當時林心如推出新專輯，當中收錄多首失戀歌曲，被指是療傷之作，對此林心如表示與唐季禮只是好朋友，並未談過戀愛。

### 婚姻
2016年5月20日，公布和霍建華交往中。 7月31日，兩人在峇里島舉行婚禮，正式結為夫婦。 8月2日，再於台北君品酒店舉辦歸寧宴。2017年，在中山醫院剖腹產下女儿。

## 争议

### 台独指控
2017年12月31日及2018年1月4日，林心如连续被人在中国大陆相关部门网站上检举，指她涉及「台独」，理由是她主演的电视剧《我的男孩》曾获台湾文化部2,000万元台币的辅导金。举报导致廣東省新聞出版廣電局2018年1月7日通報將只播出兩集的《我的男孩》從騰訊視頻下架，但经中國國家廣電總局關切，廣東广电當晚緊急把官網的通報撤下。林心如工作室当日也發表聲明，否认台独。台湾电视剧制作产业联合总会会长林锡辉表示，此事是「台灣自己人鬥自己人」，與林心如有投資糾紛的人士在幕後運作，向廣東廣電局檢舉，廣東廣電局未向中央請示而过头處置。中共中央台湾工作办公室发言人马晓光17日主持例行记者会时，被问到此事时回应说：「我们注意到了这件事情，相信有关方面会客观评估，妥善处理。」1月18日，《我的男孩》下架10天后恢复上线。
中國大陸黃姓網友因在2016年至2017年間在微博發文指林心如「台獨」遭林心如提告。2019年12月4日，北京法院一審結果出爐，判該名網友須賠林心如人民幣6萬元，林心如也成為首位北京法定非台獨分子。

## 演出作品

### 電視劇（臺灣）
| 首 播  | 頻道                   | 劇 名                    | 角色                 | 合 作 演 員                                                                                  | 備 註                  |
| 1995年 | 超視                   | 《臺灣重案錄》           | 小君                 |                                                                                              |                        |
| 1995年 | 華視                   | 《緣債》                 |                      |                                                                                              | 跑龍套                 |
| 1996年 | 臺視                   | 《她們三個》             | 唐雅旋               | 劉雪華、歸亞蕾、焦恩俊                                                                       | 主演                   |
| 1996年 | 中視                   | 《天師鍾馗之龍女鬥水怪》 | 墨玉                 | 王思懿、施羽                                                                                 |                        |
| 1996年 |                        | 《天使之塵》             | 楊清心               | 陳昭榮                                                                                       |                        |
| 1997年 | 中視                   | 《真愛一世情》           | 沛沛                 | 蕭薔、林瑞陽                                                                                 |                        |
| 1997年 | 華視                   | 《臺灣靈異事件》夢魘驚魂 | 胡欣蓓               | 謝祖武、趙英華、楊寶瑋                                                                       |                        |
| 1997年 | 臺視                   | 《根》                   | 賴雪子               | 俞小凡、陳亞蘭、楊烈、張晨光、馬如風                                                         |                        |
| 1997年 | 臺視                   | 《非常任務》             | 蘇惠如               | 翁家明、天心                                                                                 | 主演                   |
| 1998年 | 中視                   | 《還珠格格》             | 夏紫薇／夏雨荷       | 趙薇、蘇有朋、周杰、范冰冰                                                                   | 主演                   |
| 1999年 | 中視                   | 《還珠格格第二部》       | 夏紫薇               | 趙薇、蘇有朋、周杰 、范冰冰                                                                  | 主演                   |
| 1999年 | 大愛電視               | 《失落的名字》           | 米糕妹               | 王孔達（王燦）、唐國強                                                                       | 客串                   |
| 2001年 | 中視                   | 《情深深雨濛濛》         | 陸如萍               | 赵薇、古巨基、蘇有朋                                                                         |                        |
| 2002年 | 華視                   | 《新楚留香》             | 司空星兒             | 任賢齊、鄭伊健、張衛健、黎姿                                                                 |                        |
| 2004年 | 華視                   | 《紫藤戀》               | 黎亦喬               | 韓載錫、施易男、黄维德、孫興                                                                 |                        |
| 2006年 | 華視                   | 《地下鐵》               | 傅晶晶               | 霍建華、郝蕾、孫興                                                                           |                        |
| 2014年 | 公視主頻、TVBS歡樂台   | 《16個夏天》             | 唐家妮               | 楊一展 、許瑋甯、謝佳見、鄒承恩                                                              | 主演                   |
| 2017年 | 台視、八大戲劇台       | 《我的男孩》             | 羅小菲               | 張軒睿 、李李仁 、張本渝                                                                     | 主演                   |
| 2019年 | TVBS歡樂台             | 《天堂的微笑》           | 唐家妮               |                                                                                              | 為《16個夏天》角色客串 |
| 2020年 | 華視、公視台語台       | 《若是一個人》           | 單身女子             |                                                                                              | 客串                   |
| 2020年 | Netflix                | 《誰是被害者》           | 李雅均               | 張孝全、許瑋甯、王識賢                                                                       | 特別演出               |
| 2021年 | 八大戲劇台、衛視中文台 | 《她們創業的那些鳥事》   | 公冶小蔦             | 陳意涵、簡嫚書、邱澤、宥勝、柯有倫、林哲熹                                                   | 主演                   |
| 2021年 | Netflix                | 《華燈初上》             | 羅雨儂／蘿絲（Rose） | 楊謹華、楊祐寧 、劉品言 、郭雪芙 、謝欣穎、鳳小岳、張軒睿、章廣辰、修杰楷、加賀美智久 、劉敬 | 主演                   |
| 2023年 | Netflix                | 《模仿犯》               | 姚雅慈               |                                                                                              | 特別演出               |
| 2023年 | Netflix                | 《此時此刻》             | 羅欣藍               | 林熙蕾、徐熙娣、劉品言、周詠軒                                                               | 主演                   |
| 2025年 | 華視、公視台語台       | 《拜六禮拜》             | 沈文惠               | 孫淑媚、章廣辰                                                                               | 特別演出               |

### 電視劇（香港）
| 首 播  | 頻道     | 劇 名                | 角色     | 合 作 演 員                  | 備 註 |
| 1997年 | 亞洲電視 | 《新包青天之梅花盗》 | 飞凤郡主 | 李志希                       |       |
| 1999年 | 亞洲電視 | 《食神》             | 趙珊珊   | 郑则仕、陈志朋               |       |
| 2001年 | 無線電視 | 《小寶與康熙》       | 建寧公主 | 張衛健、譚耀文、舒淇、朱茵 - |       |

### 電視劇（中國大陸）
| 首 播  | 劇 名                | 角色           | 合 作 演 員                  | 備 註      |
| 1996年 | 《上海探戈》         | 依風盧         | 陳孝萱、陳國邦、劉錫明       |            |
| 1998年 | 《神廚》             | 張紅娘         | 邢岷山、刘丹、程前           |            |
| 1999年 | 《醉拳苏乞儿》       | 洪绮莲         | 黄日华、连凯、罗家英         |            |
| 2000年 | 《家里有点烦》       | 安妮           | 文興宇、吕凉、周立波         | 客串       |
| 2002年 | 《少年張三豐》       | 冰心           | 張衛健、蘇有朋、李冰冰       | 臺灣版客串 |
| 2002年 | 《非你不可》         | 司嘉譯         | 陈坤、杨雪、丁志城           |            |
| 2002年 | 《烏龍闖情關》       | 王翁須         | 孙耀威、曹颖、宋妍           | 客串       |
| 2003年 | 《飛刀又見飛刀》     | 薛采月（月神） | 张智霖、董洁、韩雪           |            |
| 2003年 | 《男才女貌》         | 蘇拉           | 陆毅、于小伟、曾黎           |            |
| 2003年 | 《半生緣》           | 顧曼楨         | 蒋勤勤、譚耀文、李立群       |            |
| 2005年 | 《魔術奇緣》         | 林曉梅         | 苏有朋、安七炫、牛萌萌       |            |
| 2006年 | 《星光大道》         | 米露           | 陈小春、曾志伟、黄义达       |            |
| 2006年 | 《巴黎戀歌》         | 蔓芝           | 任泉、刘雪华、谭俊彦         |            |
| 2009年 | 《封神榜II》         | 妲己           | 吕良偉、黄维德、劉德凱       |            |
| 2009年 | 《大理公主》         | 段艾月         | 刘涛、王斑、樊志起           | 2006年拍攝 |
| 2009年 | 《县长老叶》         | 柳笑倩         | 郭德纲、陈乔恩、邓超、潘长江 | 客串       |
| 2009年 | 《愛在日月潭》       | 安安           | 柯叔元、文章、蔣欣           |            |
| 2009年 | 《大祠堂》           | 鄭秀雲         | 王雨、趙鴻飛、潘虹           | 2006年拍攝 |
| 2010年 | 《美人心計》         | 窦漪房／杜雲汐 | 陳鍵鋒、楊冪、王麗坤、何晟銘 |            |
| 2010年 | 《三國》             | 孫尚香         | 于和偉、陆毅、陳好、何潤東   |            |
| 2011年 | 《新還珠格格》       | 夏雨荷         | 李晟、張睿、海陸、李佳航     | 特別演出   |
| 2011年 | 《傾世皇妃》         | 馬馥雅         | 嚴寬、霍建華、洪小鈴         |            |
| 2012年 | 《蘇東坡》           | 王弗           | 陸毅、李強、何偉、申軍誼     |            |
| 2012年 | 《血戰長空》         | 陳香梅         | 邵兵、沙溢、李依晓           | 客串       |
| 2012年 | 《九河入海》         | 海李氏         | 赵立新、陶红、王奎荣         | 客串       |
| 2012年 | 《姐姐立正向前走》   | 汪明明         | 汪東城、吳亞馨、林更新       |            |
| 2012年 | 《媽祖》             | 觀音           | 劉濤、嚴寬、刘德凯           | 客串       |
| 2013年 | 《精忠岳飛》         | 李孝娥         | 黃曉明、羅嘉良、邵兵         |            |
| 2013年 | 《花非花霧非霧》     | 安琪（雪花）   | 朱鎮模、劉德凱、張睿、李晟   | 特別出演   |
| 2014年 | 《少年神探狄仁傑》   | 武則天         | 黃宗澤、戚薇、馬天宇、袁弘   | 特別出演   |
| 2014年 | 《獨家披露》         | 方舟           | 周一圍、李依曉               | 2010年拍攝 |
| 2016年 | 《奇妙的时光之旅》   | 谢佳欣         | 贾乃亮、徐璐                 |            |
| 2016年 | 《秀麗江山之長歌行》 | 陰麗華         | 袁弘、李佳航、王媛可、關智斌 | 主导       |

### 電影
| 首 播  | 片 名                  | 角色           | 合 作 演 員                    | 備 註      |
| 1995年 | 《校園敢死隊》         | 公主           | 金城武、林志穎                 |            |
| 1996年 | 《她們三個》           | 唐雅璇         | 劉雪華、歸亞蕾                 |            |
| 1998年 | 《惡女列傳之板凳皇后》 | 明星           | 張世、范瑞君                   |            |
| 1998年 | 《心願》               | 毛妹           | 溫兆倫                         |            |
| 1999年 | 《古镜怪谈》           | Judy           | 謝霆鋒、徐帆                   |            |
| 2000年 | 《漫画風雲》           | 初七、阿夢     | 謝霆鋒、陳奕迅、張智霖         |            |
| 2000年 | 《雷霆戰警》           | Ruby           | 郭富城、王力宏、藤原纪香       |            |
| 2000年 | 《新賭國仇城》         | 梅嘉蕙         | 吳奇隆、張鐵林、蕭薔           |            |
| 2000年 | 《大贏家》             | 文靜           | 謝霆鋒、蘇有朋、容祖兒         |            |
| 2001年 | 《生死速遞》           | 孫欣欣         | 任贤齐、柯受良、江珊           |            |
| 2001年 | 《江湖龙女》           | 龍兒           | TAE、陳冠霖、吴毅将            |            |
| 2001年 | 《小鼠愛大米》         | 小彤、小淨     | 黄维德                         |            |
| 2003年 | 《我爱天上人間》       | 劉海           | 吴镇宇、袁咏仪、陆毅、吴智昊   |            |
| 2005年 | 《一石二鳥》           | 张馨馨         | 吳宗憲、曾志偉、吳孟達         |            |
| 2005年 | 《龍刀奇緣》           | 巴里巴         | 莫文蔚、吳彥祖、馮德倫         | 國語版配音 |
| 2009年 | 《非常完美》           | 陸小夕         | 章子怡、何潤東、范冰冰、蘇志燮 |            |
| 2009年 | 《夜玫瑰》             | 葉梅桂         | 鐘漢良、馬天宇、倪虹洁         |            |
| 2010年 | 《活該你單身》         | 菲儿           | 贺军翔、吴大维、高菲           |            |
| 2010年 | 《無人駕駛》           | 王丹           | 王珞丹、高圓圓、李小冉、劉燁   |            |
| 2012年 | 《繡花鞋》             | 蘇二           | 惠英红、莫小棋、邢岷山、唐文龍 |            |
| 2013年 | 《樓》                 | 夏立冬         | 譚耀文、那威、陳司翰、張達明   |            |
| 2013年 | 《傾城》               | 秦肖雄         | 黄覺、丁勇岱、孙敏             |            |
| 2013年 | 《非常幸運》           | 陸小夕         | 章子怡、王力宏、姚晨           |            |
| 2014年 | 《甜蜜殺機》           | 相親女         | 蘇有朋、林依晨                 | 客串       |
| 2014年 | 《京城81號》           | 許若卿、陸蝶玉 | 吳鎮宇、秦海璐、莫小棋、楊祐寧 |            |
| 2015年 | 《大囍臨門》           | 李淑芬         | 豬哥亮、李東學、林美秀、寇世勳 |            |
| 2016年 | 《魔宫魅影》           | 孟思凡         | 任達華、楊祐寧                 |            |
| 2016年 | 《魔輪》               | 劉晨晨         | 何潤東、金世佳                 |            |
| 2017年 | 《嫌疑人X的献身》      | 陳靖           | 王凱、張魯一                   |            |
| 2021年 | 《迷失安狄》           | 蘇荷           | 李李仁                         | 兼任"監製" |

### 電視電影
| 首 播  | 劇 名        | 角 色  | 合作演員                       |
| 2012年 | 《遺忘》     | 何薇安 | 李銘順、張本渝                 |
| 2014年 | 《我的媽媽》 | 謝雨柔 | 高英軒、戴君竹、黃懷晨、黃雅楨 |

### 微電影
| 首 播  | 劇 名    | 角 色  | 合作演員 | 備 註     |
| 2015年 | 《2917》 | 林心如 | 王陽明   | HTC微電影 |

### 配音
| 首 播  | 片 名        | 角色   | 合 作 演 員            | 備 註                              |
| 2005年 | 《龍刀奇緣》 | 巴里巴 | 莫文蔚、吳彥祖、馮德倫 | 國語版配音(全球首部3D動畫功夫電影) |

### 舞台劇
| 首 播  | 劇 名      | 角 色 | 合作演员                         |
| 2010年 | 《甜蜜蜜》 | 葉青  | 沙溢、于和伟、李依晓、左岩、莎莎 |

### 黄梅戲
| 首 播  | 劇 名              | 角 色  | 合作演员 |
| 2000年 | 《梁山伯与祝英台》 | 祝英台 | 张柏芝   |

### MV
- 此章節未包含個人專輯MV

| 年份   | 歌名               | 歌手   | 導演   | 備註                 |
| 1996年 | 愛上他不只是我的錯 | 辛曉琪 | 周格泰 |                      |
| 2009年 | 戀人唱的歌         | 何潤東 | 黃中平 |                      |
| 2014年 | 不一樣又怎樣       | 蔡依林 | 侯季然 | 與歸亞蕾、張書豪合演 |
| 2016年 | 很久很久以後       | 范瑋琪 | 鄭有傑 | 與李康生合演         |
| 2021年 | 好不容易           | 告五人 | 歐哲綸 | 與邱昊奇合演         |

## 製作作品

### 電視劇
| 年 份  | 劇 名                  | 職 務    |
| 2011年 | 《傾世皇妃》           | 製作人   |
| 2012年 | 《姐姐立正向前走》     | 製作人   |
| 2013年 | 《畫皮之真愛無悔》     | 藝術總監 |
| 2014年 | 《少年神探狄仁傑》     | 藝術總監 |
| 2014年 | 《16個夏天》           | 製作人   |
| 2016年 | 《秀麗江山之長歌行》   | 藝術總監 |
| 2017年 | 《我的男孩》           | 製作人   |
| 2021年 | 《她們創業的那些鳥事》 | 製作人   |
| 2021年 | 《華燈初上》           | 製作人   |
| 2023年 | 《有生之年》           | 製作人   |
| 2025年 | 《有愛我們床上談》     | 製作人   |

### 電視電影
| 年 份  | 片 名        | 職 務          |
| 2012年 | 《遺忘》     | 製作人         |
| 2014年 | 《我的媽媽》 | 出品人、製作人 |

### 電視節目
| 年 份  | 節 目 名           | 職 務  |
| 2023年 | 《光露營就很忙了》 | 製作人 |
| 2023年 | 《光開門就很忙了》 | 製作人 |

### 電影
| 年 份  | 片 名        | 職 務  |
| 2016年 | 《魔宮魅影》 | 出品人 |
| 2017年 | 《秘果》     | 總策畫 |
| 2021年 | 《迷失安狄》 | 監製   |

## 音樂作品

### 音樂專輯
| 發行日期 | 專輯名稱                         | 發行公司        | 曲目 |
| -------- | -------------------------------- | --------------- | --- |
| 1999年   | 《心跳》 (EP)                    | 新亞洲娛樂      | 曲目 CD 1. 心跳（粵語） 2. 一百八十分鐘零七秒 3. 笑話（電影《甜言蜜語》主題曲） 4. 生死相許（神鵰俠侶漫畫主題曲） 5. 採心 VCD 1. 心跳（粵語） 2. 一百八十分鐘零七秒 3. 笑話（電影《甜言蜜語》主題曲） 4. 採心 |
| 2001年   | 《雙面林心如》〔投懷送抱〕       | BMG、新亞洲娛樂 | 曲目 1. 投懷送抱 2. 雲深深雨濛濛 3. 夜宿蘭桂坊 4. 誰都不愛 5. 不設防 6. 冬眠地圖 7. 新浪漫 8. 愛情小說 9. 每一種男生 10. 你這樣愛我 |
| 2001年   | 《趴啦趴嗱》 (新歌+精選)〔粵語〕 | BMG             | 曲目 VCD 1. 電腦檔案 2. 投懷送抱 3. 趴啦趴嗱 4. Making of 趴啦趴嗱 CD 1. 趴啦趴嗱 2. 投懷送抱 3. 雲深深雨濛濛 4. 夜宿蘭桂坊 5. 誰都不愛 6. 不設防 7. 冬眠地圖 8. 新浪漫 9. 愛情小說 10. 每一種男生 11. 你這樣愛我 |
| 2001年   | 《林心如》 (EP+合輯)             | 新亞洲娛樂      | 曲目 CD 1 1. 採心(Progressive House Remix) 2. 一百八十分鐘零七秒(2 Step Remix) 3. 生死相許（神鵰俠侶漫畫主題曲） 4. 笑話（電影《甜言蜜語》主題曲） 5. 採心 CD 2 1. 過冬 2. 難題 3. 徘徊 4. 只要你留下來 5. 這一秒 6. Baby I Can't Stop Loving You 7. Shall We Love 8. You're My Only One 9. 原諒 10. Miss You Night&Day 11. 抽煙 12. 親愛的你在哪裡 13. 到底你愛不愛我 14. 天曉得 15. Love Forever 16. 採心(Progressive House Remix) 17. 一百八十分鐘零七秒(2 Step Remix) |
| 2004年   | 《擁有林心如》 (新歌+精選)       | 新亞洲娛樂      | 曲目 1. 愛一個人快樂（新歌） 2. 放心一博（新歌） 3. 半生緣（電視劇《半生緣》主題曲） 4. 雲深深雨濛濛 5. 擦身而過（電視劇《半生緣》片尾曲） 6. 投懷送抱 7. 愛再靠近一點（電視劇《半生緣》插曲；與湯鈞禧合唱） 8. 夜宿蘭桂坊 9. 冬眠地圖 10. 新浪漫 11. 一百八十分鐘零七秒 12. 採心 13. 笑話 14. 生死相許（香港神鵰俠侶漫畫主題曲） |
| 2008年   | 《新如主義》                     | 擎天娛樂        | 曲目 1. 我以為沒有看到就好 2. 洋蔥濃湯 3. 謎底 4. 習慣了 5. 左右 6. 最好是 7. martini 8. 海洋 9. 姊妹淘萬歲 10. 一個人浪漫 |

### 原聲帶
| 發行日期 | 原聲帶名稱                     | 發行公司                   | 曲目 |
| -------- | ------------------------------ | -------------------------- | --- |
| 1999年   | 《还珠格格音乐全记录》(原聲帶) | 艾回唱片、中國唱片廣州公司 | 曲目 1. 你是风儿我是沙 - 周杰/林心如 2. 梦里 - 周杰/林心如 3. 我们 - 赵薇 4. 当雨蝶 - 林心如 5. 自从有了你 - 赵薇 6. 有一个姑娘 - 赵薇 7. 不能和你分手 - 赵薇 8. 当 - 动力火车 9. 今日天气好晴朗 - 方琼 10. 山水迢迢 11. 长相忆 - 方琼 12. 梦里(笛子演奏版) 13. 我们(Kala) 14. 你是风儿我是沙(Kala) 15. 齿轮(Kala) 16. 自从有了你(kala) 17. 真心不假(笛子演奏版) |
| 2004年   | 《半生缘音樂全記錄》 (原聲帶)  | 博德曼                     | 曲目 1. 半生緣 2. 擦身而過 3. 過去 4. 想著你 5. 愛再靠近一點 6. 投懷送抱 7. 雲深深雨濛濛 8. 新浪漫 9. 愛情小說 10. 你這樣愛我 11. 半生緣(絃樂版) 12. 半生緣(笛子版) 13. 愛再靠近一點(絃樂版) 14. 擦身而過(絃樂版) 15. 愛再靠近一點(鋼琴深情版) 16. 過去(絃樂版) 17. 愛再靠近一點(音樂盒) 18. 過去(鋼琴版)                                                        |
| 2004年   | 《紫藤恋音樂全記錄》 (原聲帶)  | 豐華唱片                   | 曲目 1. 儿童乐园 2. 误会(片头曲)-范逸臣/Melody 3. 这一秒钟(片尾曲)-林心如 4. 刚好的不够(片尾曲)-Melody 5. 风和日丽 6. Lonely Nights 7. 难 8. 葡萄园之舞 9. Ave Maria 10. 忠于(插曲)-施易男 11. 奔驰 12. Father By The Hand/Ledsag Os Herre - 藤田惠美 13. 告别                                                                                                   |

### 唱片未收錄的單曲
| 歌名              | 備 註                                |
| 〈愛不能停〉      | 電影《活該你單身》主題曲             |
| 〈落花〉          | 電视剧《美人心計》主題曲             |
| 紅絲帶            | 「12.01 世界愛滋病日」錄製公益歌曲   |
| 最好的禮物        | 2008年创作了公益赈灾歌曲             |
| 我們有愛          | 汶川賑災曲目，華誼兄弟群星合唱       |
| 等待              | 電視劇《大祠堂》主题曲；与王雨合唱   |
| 星光心愿          | 電視劇《星光大道》片尾曲             |
| 滋味              | 電視劇《星光大道》插曲               |
| 日出等待日落      | 电视剧《巴黎恋歌》插曲               |
| 天使别哭          | 電視劇《巴黎恋歌》主题曲             |
| 溜溜的她          | 2000年春节联欢晚会歌曲               |
| Coca Cola And Joy | 可口可乐广告歌；与謝霆鋒、张震岳合唱 |
| 倾世皇妃          | 電視劇《倾世皇妃》片頭曲             |
| 傾聽我            | 電視劇《傾世皇妃》片尾曲             |
| 红颜江山          | 電視劇《秀麗江山之長歌行》片尾曲     |

## 平面作品

### 書籍
| 年份       | 書 名                          | 出版社                         | ISBN               |
| 1999年     | 《春情》                       | 平裝本                         | ISBN 9787539912042 |
| 1999年     | 《林心如寫真集99年(香港)》     |                                |                    |
| 1999年12月 | 《SHARING 心如/心語(香港)》    |                                |                    |
| 2000年     | 《英倫情人寫真集》             | 惠聚多媒体股份有限公司（臺灣） | ISBN 9786354000910 |
| 2004年     | 《紫藤戀電視劇寫真集》         | 布克                           | ISBN 9789572880692 |
| 2005年     | 《私藏心如- 紐約游學單身日記》 | 永星藝能出版社（臺灣）         | ISBN 986-7261-00-3 |
| 2010年     | 《美人心計》電視寫真書         | 上海人民出版社                 | ISBN 9787208091450 |

## 主持
- 2006年、2015年曾代班主持過《康熙来了》

## 獎項

### 三金獎項
| 年份   | 頒獎典禮     | 獎項             | 作品/角色    | 結果 |
| ------ | ------------ | ---------------- | ------------ | ---- |
| 2015年 | 第50屆金鐘獎 | 戲劇節目獎       | 《16個夏天》 | 獲獎 |
| 2015年 | 第50屆金鐘獎 | 戲劇節目女主角獎 | 《16個夏天》 | 提名 |
| 2022年 | 第57屆金鐘獎 | 戲劇節目獎       | 《華燈初上》 | 提名 |
| 2022年 | 第57屆金鐘獎 | 戲劇節目女主角獎 | 《華燈初上》 | 提名 |
| 2024年 | 第59屆金鐘獎 | 戲劇節目獎       | 《有生之年》 | 獲獎 |

### 大型頒獎禮獎項
| 年份   | 獲提名                                                 | 獎項                                                                 | 結果 |
| ------ | ------------------------------------------------------ | -------------------------------------------------------------------- | ---- |
| 1999年 |                                                        | 新城勁爆頒獎禮－新城勁爆新登場女歌手獎                               | 獲獎 |
| 1999年 | 十大中文金曲頒獎典禮 - 最有前途新人獎（銅獎）          |                                                                      | 獲獎 |
| 1999年 | 勁歌金曲頒獎典禮 - 最受歡迎新人獎（銅獎）              |                                                                      | 獲獎 |
| 2001年 |                                                        | 亞洲華語電視台－亞洲十大藝人獎                                       | 獲獎 |
| 2001年 | 《投懷送抱》                                           | MTV封神榜－最佳音樂錄像帶獎                                          | 獲獎 |
| 2002年 |                                                        | 亞洲華語電視台－亞洲十大藝人獎                                       | 獲獎 |
| 2003年 |                                                        | 年度央視一、八套黃金時段電視劇－電視劇十佳女演員獎                   | 獲獎 |
| 2004年 | 《半生緣》                                             | 第2屆東南勁爆音樂榜－勁爆影視金曲獎                                  | 獲獎 |
| 2004年 | 屈臣氏護膚易夏日美肌大獎頒獎禮－完美膚色大獎           |                                                                      | 獲獎 |
| 2005年 |                                                        | 中國明星人氣排行榜－港澳臺女影視明星獎                               | 獲獎 |
| 2006年 |                                                        | 第2屆電視劇風云榜－臺灣最受歡迎女演員獎                              | 獲獎 |
| 2006年 | MTV超級盛典－最具風格電視女演員獎                      |                                                                      | 獲獎 |
| 2006年 | 騰訊星光大典－年度風尚女演員獎                         |                                                                      | 獲獎 |
| 2007年 |                                                        | 萊卡風尚大典－公益貢獻獎                                             | 獲獎 |
| 2007年 | 時尚·COSMO美容大獎－年度最佳妝容獎                     |                                                                      | 獲獎 |
| 2007年 | BQ2006年度紅人榜－港臺地區最受歡迎女明星獎             |                                                                      | 獲獎 |
| 2008年 |                                                        | 第12屆七彩金曲排行榜－年度全能藝人獎、年度金曲獎                     | 獲獎 |
| 2009年 |                                                        | 新娛樂慈善群星會－孩子心目中最愛慈善之星獎                           | 獲獎 |
| 2009年 | 第5屆中國國際電視廣告藝術節－最佳廣告代言人獎          |                                                                      | 獲獎 |
| 2010年 |                                                        | 騰訊星光大典－港臺最受歡迎女演員獎                                   | 獲獎 |
| 2010年 | 第3屆越南DAN電影大獎－最受歡迎臺灣女演員獎             |                                                                      | 獲獎 |
| 2010年 | 風尚權力榜－魅力之星獎                                 |                                                                      | 獲獎 |
| 2010年 | 《美人心計》                                           | 第5屆首爾國際電視節－觀眾投票最高人氣獎（臺灣）                      | 獲獎 |
| 2010年 | 韓國觀光大獎頒獎典禮－韓國首爾形像大使之國際藝人貢獻獎 |                                                                      | 獲獎 |
| 2010年 | 《美人心計》                                           | 第2屆國劇盛典－港臺地區最受歡迎女演員獎                              | 獲獎 |
| 2010年 | 騰訊星光大典－年度電視人氣女演員獎                     |                                                                      | 獲獎 |
| 2010年 | 风尚权力榜颁奖典礼 - 年度风尚魅力之星                  |                                                                      | 獲獎 |
| 2011年 |                                                        | DAN網電影獎－最受歡迎台灣女演員獎                                    | 獲獎 |
| 2011年 | 華鼎電影滿意度調查－華語電影最佳女配角獎               |                                                                      | 獲獎 |
| 2011年 | 第4屆越南DAN電影大獎－最受歡迎臺灣女演員獎             |                                                                      | 獲獎 |
| 2011年 | 優酷影視盛典－夏季盤點電視劇最受歡迎女演員獎           |                                                                      | 獲獎 |
| 2011年 | Lux風尚權力榜－年度風尚最受歡迎女演員獎                |                                                                      | 獲獎 |
| 2011年 | 《傾世皇妃》                                           | 優酷大劇盛典－港臺地區年度最佳女演員獎、年度最佳製作人獎             | 獲獎 |
| 2011年 | 《傾世皇妃》                                           | 第3屆國劇盛典－年度最佳製片人獎                                      | 獲獎 |
| 2012年 |                                                        | 第6屆娛樂大典－年度最具影響力電視劇女演員獎                          | 獲獎 |
| 2012年 | 《傾世皇妃》                                           | 第5屆越南DAN電影大獎－中國最受歡迎電視劇角色獎、中國最受歡迎女演員獎 | 獲獎 |
| 2012年 | 亞洲偶像盛典－最佳製作人獎                             |                                                                      | 獲獎 |
| 2012年 | 第4屆國劇盛典－年度最具號召力女演員獎                  |                                                                      | 獲獎 |
| 2013年 |                                                        | 第9屆北京青少年公益電影節－青少年最喜愛的女演員獎                    | 獲獎 |
| 2014年 |                                                        | 第1屆中國電視演員形象榜－港臺演員形象金榜優秀演員獎                  | 獲獎 |
| 2015年 |                                                        | "风从东方来"娱乐影响力盛典 - 最佳跨界电视制作人                      | 獲獎 |
| 2015年 | 第7屆国剧盛典－最具实力女演员獎                        |                                                                      | 獲獎 |
| 2016年 |                                                        | 第六届女性传媒大獎－年度影响力女性獎                                 | 獲獎 |
| 2016年 | 第18屆華鼎獎 - 中國最佳電視劇女演員獎                  |                                                                      | 獲獎 |

### 提名
| 年份   | 獲提名                                         | 獎項                                                    | 結果 |
| ------ | ---------------------------------------------- | ------------------------------------------------------- | ---- |
| 2001年 | 《小寶與康熙》                                 | 萬千星輝賀台慶 - 我最喜愛的女主角                       | 提名 |
| 2001年 | 《情深深雨濛濛》                               | 萬千星輝賀台慶 - 我最喜愛的女主角                       | 提名 |
| 2002年 | 《新楚留香》                                   | 萬千星輝賀台慶 - 我最喜愛的女主角                       | 提名 |
| 2004年 |                                                | 第十一届北京大学生电影节：最受大学生欢迎女演员          | 提名 |
| 2009年 |                                                | MusicRadio - 年度金曲                                   | 提名 |
| 2009年 | MusicRadio - 最受欢迎女歌手                    |                                                         | 提名 |
| 2009年 | 福建电视大獎 - 最受欢迎女演员                  |                                                         | 提名 |
| 2010年 | 《活該你單身》                                 | 上海國際電影節傳媒大獎 - 最佳女主角                     | 提名 |
| 2012年 | 《傾世皇妃》                                   | 华鼎奖亚洲名人满意度调查公布百强 - 中国最佳电视剧女演员 | 提名 |
| 2012年 | 《傾世皇妃》                                   | 华鼎奖中国百强电视剧 - 古装题材电视剧最佳演员           | 提名 |
| 2012年 | 华鼎奖中国百强电视剧 - 全国观众最喜爱影视明星  |                                                         | 提名 |
| 2013年 |                                                | 第8屆首爾國際電視節 - 中國最受歡迎演員                  | 提名 |
| 2013年 | 《精忠岳飞》- 李娃                             | 第5屆國劇盛典 - 观众喜爱的角色人物                      | 提名 |
| 2014年 |                                                | 华鼎奖 - 中国百强电视剧最佳女主角                       | 提名 |
| 2014年 | 《精忠岳飞》                                   | 华鼎奖 - 古装题材电视剧最佳演员                         | 提名 |
| 2014年 | 第27届 中国电视金鹰奖 - 观众喜爱的港澳臺演员奖 |                                                         | 提名 |
| 2015年 | 《16個夏天》                                   | 第10屆首爾國際電視節 - 亚洲之星演员奖                   | 提名 |
| 2015年 | 《16個夏天》                                   | 第20屆亞洲電視大獎 - 最佳女主角                         | 提名 |
| 2016年 | 《秀丽江山之长歌行》                           | 腾讯视频星光大赏 - 最具实力电视剧女演员                 | 提名 |

## 公益代言
- 1999年：香港薇笑行動慈善拍賣[25]。
- 2008年：MusicRadio音樂之聲“我要上學Kappa橙色希望在行動”形象大使[26]。
- 2008年：中國紅十字兒童基金會 博愛小學工程形象大使[27]。
- 2009年：明星公益Easy Go行動大使[25] 。
- 2014年：雅诗兰黛集团 粉红丝带乳癌防治公益活动大使[28]。
- 2016年：夏威夷觀光大使[29]。
- 2017年：国际公益机构救助儿童会爱心大使 [30]。
- 2017年：兒童福利聯盟文教基金會爱心大使[31]。

## 争议
2016年7月，因南海仲裁案導致林心如與其夫婿霍建華透過其工作室的微博轉發「中国，一点都不能少」的圖片（圖片內容是將台灣劃入中華人民共和國的版圖），疑似有表明其支持一個中國為中華人民共和國的立場，在台灣引起軒然大波。
2018年1月，林心如新戲《我的男孩》因獲中華民國文化部105年度電視節目製作補助案連續劇類補助新臺幣2,000萬元而遭到大陸網友向當局檢舉，認為「此劇為接受台獨資助並承認台獨且無條件配合台獨宣傳的台獨劇」，以致於該劇在剛播出幾集後就在中國大陸下架。林心如亦被指責為「台獨藝人」。林心如工作室官方微博則發表聲明表示，接受資助是八大電視的行為，與藝人無關，而且這種做法行之有年，以前也未被認定為台獨行為。行政院大陸委員會回覆中央通訊社提問時表示，政治因素不應介入兩岸藝文影視交流，陸方應尊重文化藝術表演及自由創作發展的空間；若報導屬實，這樣的做法已經傷害台灣人民的情感，與中國大陸所謂的「心靈契合」完全背道而馳。1月18日即節目在大陸下架後10天，恢復上線；《環球時報》指大陸官方權威人士給出了3點認定理由，其中演職人員包括林心如本人和《我》劇並不涉及或鼓吹台獨，而是一部「積極向上的青春劇」。

## 外部連結
- Ruby林心如的Facebook專頁
- Ruby Studio 林心如工作室的Facebook專頁
- 林心如的Instagram帳戶
- 林心如的新浪微博
- 林心如的新浪博客
- 林心如工作室的新浪微博
- 林心如在互联网电影资料库（IMDb）上的資料（英文）
- 在AllMovie上林心如的頁面（英文）
- 林心如在香港影庫上的簡介
- 林心如在豆瓣上的资料（简体中文）
- 林心如在时光网上的簡介（简体中文）
- 中文電影資料庫─ 林心如 （页面存档备份，存于）
- 林心如在台灣電影網上的資料（繁體中文）
- 林心如的歷年專輯與介紹 - KKBOX （页面存档备份，存于）
- TVBS 頂尖事務所 - 林心如 （页面存档备份，存于）